# Anoplolepis nuptialis
Anoplolepis nuptialis är en myrart som först beskrevs av Santschi 1917.  Anoplolepis nuptialis ingår i släktet Anoplolepis och familjen myror. IUCN kategoriserar arten globalt som sårbar. Inga underarter finns listade i Catalogue of Life.